# Bold Guard
Bold Guard (zu Deutsch Kühne Wacht) war eine multi-nationale Großmanöverserie der NATO im Raum Schleswig-Holstein und Dänemark. Bold Guard fand von 1974 bis 1986 alle vier Jahre im Herbst statt. Für den Verteidigungsfall und diese Übungen war dem Korps LANDJUT die 6. Panzergrenadierdivision und die dänische Jütland-Division unterstellt.

## Auftrag
Bold Guard war eine sogenannte FTX-Feldübung (Field Training Exercise). Das Manöver basierte auf strategischen Planungsszenarien der NATO, auf die Kombination eines Bodenangriffes mit starken Kräften von Panzern und Mot-Schützen, sowie einer amphibischen Landung des Warschauer Paktes im Bereich Norddeutschlands und Dänemarks zu reagieren.
Zum Kernauftrag unter der Leitung des deutsch-dänischen LANDJUT-Korps gehörte unter anderem durch das Konzept der Vorneverteidigung und Nutzen der Verzögerungsräume die Ostseezugänge und den Nord-Ostseekanal gegen Feindangriffe zu sichern. Kombiniert wurden die Landoperationen von Bold Guard zumeist mit dem Marine-Manöver „Northern Wedding“ in der Ostsee.

## Organisation
Die Organisation von „Bold Guard“ unterlag verschiedenen NATO-Stäben und Kommandostrukturen wie:
- COMLANDJUT, Hauptquartier Rendsburg, dänische und deutsche Streitkräfte für Jütland, Fünen und Schleswig-Holstein, Bundesrepublik Deutschland
- COMLAND ZEALAND, Hauptquartier Ringsted, dänische Landstreitkräfte Seeland
- COMNAVBALTAP, Karup, dänische und deutsche Seestreitkräfte
- COMAIRBALTAP, Karup, dänische und deutsche Luftstreitkräfte[1]

## Umfang
An der NATO-Gefechtsübung Bold Guard 1986 vom 19. bis 27. September 1986 nahmen 65.000 Soldaten aus der Bundesrepublik Deutschland, Dänemark, USA, Großbritannien und den Niederlanden, 2.400 Kettenfahrzeuge, 150 Flugzeuge und 20 Schiffe teil. Bold Guard galt damit als das größte Manöver Schleswig-Holsteins nach dem Zweiten Weltkrieg. Die Großübung, bei der eine „Invasion fremder Truppen abgeschwächt, hingehalten und zurückgeschlagen“ werden sollte, „sprengte alle Dimensionen“.

## Ablauf
Die NATO-GefÜb Bold Guard fand insgesamt viermal in den Jahren 1974, 1978, 1982 und 1986 statt. Im Rahmen des Korps sollten dabei in erster Linie die Operationsarten Verzögerung, Verteidigung und Gegenangriff geübt werden. Hintergrund war die Bedrohung durch den Warschauer Pakt und die mögliche „Jütländische Operationsrichtung“ der 1. polnischen Armee gegen Schleswig-Holstein und das dänische Jütland, unterstützt durch Luftlandungen und Seelandungen an der Ostseeküste.

## Bold Guard 1974
Im Jahr 1974 fand Bold Guard in der Zeit vom 10. bis 13. September 1974 (bei einer Vor- und Nachlaufphase; Mobilisierung und Aufmarsch vom 6. bis 9. September und Rückmarsch vom 14. bis 20. September 1974) statt. Zu den teilnehmenden Nationen gehörten Deutschland, Großbritannien, USA und Dänemark. Das bisher größte NATO-Herbstmanöver in Schleswig-Holstein, Bold Guard ’74, stand unter dem Oberkommando des COMLANDJUT Generalleutnant Heinrich Schwiethal.

### Beteiligte Truppen
Die Truppen untergliederten sich wie folgt:
- BLAU:
  - 6. Panzergrenadierdivision (BRD)
  - Jyske Division (DK) mit Stab und zwei Brigaden
  - Heimatschutzkommando 13 (BRD)
  - 24. Airmobile Brigade (UK), Lufttransport-Brigade (USMF)[7]
  - 16. Fallschirmjägerbrigade (UK), britische Fallschirmbrigade[7]
  - Territorialkommando Schleswig-Holstein (BRD)
  - Versorgungskommando 600
  - 294. Field Artillery BN (USA)[8]

- ORANGE:[9]
  - 3. Panzerdivision mit Stab und zwei Brigaden (BRD)
  - Teile der 6. Panzergrenadierdivision (BRD)
  - ohne feste Zuordnung: BRD, UK und DK Fliegerverbände und amphibische Transportgruppe der US-Marineinfanterie[7]

Im Schiedsrichterdienst fungierten das I. Korps (BRD), Territorialkommando Schleswig-Holstein, das dänische Einsatzkommando und das brit. 3. UKMF. Die Gesamtanzahl der daran beteiligten Soldaten belief sich auf 40.200, davon 26.000 Bundeswehrsoldaten, 7.000 Briten, 7.000 Dänen und 200 US-Amerikaner. Im Einsatz waren 800 Radfahrzeuge, 2.500 Kettenfahrzeuge, 60 Helikopter und 100 Kampfflugzeuge.
Die Übung fand im Großraum Schleswig-Holstein bei Flensburg, Husum, Heide, Itzehoe, Ahrensburg, Hamburg-Bergedorf, am Elbe-Lübeck-Kanal, Bad Schwartau, Süsel, am Wesseker See, Kiel, Schleswig und an der Ostseeküste statt. Die Ortschaften Flintbek, Hademarschen, Kellinghusen, Schmalfeld, Bad Segeberg und Damsdorf befanden sich dabei im „Ballungsraum“ der freilaufenden Truppenübung. Der Angriff von ORANGE gegen deutsche, dänische und britische Verbände erfolgte aus dem Raum Pinneberg, Ahrensburg, Ratzeburg und Lübeck. Im Verlaufe des Tages wurde von ORANGE die Höhe Schmalfeld, Bad Segeberg und Bosau erreicht. Teilweise gegen den Widerstand der Landbevölkerung, die einige Straßen mit Traktoren sperrte. In sieben Stunden ereigneten sich insgesamt 17 Verkehrsunfälle, darunter drei Schwerverletzte. Für 40.000 Soldaten standen nur 28 Ärzte zur Verfügung.

### Ereignisse
Im Vorfeld wurden neun Hubschrauber und etwa 100 Militärfahrzeuge des britischen Heeres per Englandfähre aus Harwich nach Hamburg-Landungsbrücken angelandet und von dort aus weiter in Richtung Neumünster transportiert. Die Übung Bold Guard 1974 begann am 10. September mit einer Luftlandung bei Rendswühren im Kreis Segeberg. Eine weitere am 12. September 1974 bei Osterrade, welche zu einer Sperrung der Verkehrswege und zu einer Abschaltung der Strombereiche in dieser Zone führte. Durchgeführt wurde die Landung von 800 Soldaten der britischen 16. Fallschirmjägerbrigade, welche in Südengland startete und über Norddeutschland absprang. Dabei wurden sechs Fallschirmjäger verletzt. Die Luftlandung von 800 britische Soldaten der Lufttransportbrigade erfolgte planmäßig um 05:45, nachdem sie zwei Stunden zuvor aus Südengland gestartet waren. Bei schwierigen Windverhältnisse kam es zu insgesamt 27 Fehllandungen (25 davon in Bäumen) und sechs schwerverletzten Fallschirmjägern. Nach einer anfänglichen Panne in der Leitzentrale begannen um 11:03 die Kampfhandlungen unter weitgehend reibungsloser Beteiligung der multinationalen NATO-Bündnispartner. So blieben z. B. bei Wakendorf sechs Panzer für eine gewisse Zeit im Moor stecken. Bundesverteidigungsminister Verteidigungsminister Georg Leber inspizierte das Großmanöver persönlich. Auch der Hamburger Bürgermeister Peter Schulz begleitete die Rahlstedter Panzergrenadierbrigade 17 für einen halben Tag und erlebte die Kämpfe gegen die feinddarstellende Panzergrenadierbrigade 7 aus Hamburg-Fischbek. Schulz war seinerzeit Ehrenhauptmann einer Kompanie der PzGrenBrig 7.
Am 11. September erfolgte eine weitere Luftlandung bei Sehestedt und Bovenau, dieses Mal bei Nacht. 600 Soldaten einer englischen Luftlandeeinheit wurden von 36 C-130K Hercules Transportmaschinen über dem Einsatzraum abgesetzt. Von den neun Soldaten, die im Nord-Ostsee-Kanal landeten, ertranken sechs, da sie den Kanal vermutlich mit einer Landstraße verwechselten. Bei den verunglückten Fallschirmjägern handelte es sich um Angehörige des 15th Scottish Airborne Regimentes. Die ersten Staffeln landeten noch planmäßig im Zielgebiet. Jedoch wurden einige Fallschirmjäger bei den schwierigen Bedingungen der nasskalten Nacht von böigen Bodenwinden abgetrieben und landeten unvorhergesehen im Kanal. Augenzeugen beschrieben die Fehllandung mit den Worten „Gespenstisches Knacken, furchtbare Geräusche, man steht im Dunkeln und erlebt das Fiasko“. „Verflucht noch mal, wer in Kampfausrüstung unausgeklinkt mit einem Fallschirm im Kanal landet, ist verloren. Er ist zu schwer, was soll er tun. Hilflos…“, war eine weitere Reaktion darauf. Gerüchten zufolge hätten ein DDR-Frachter und ein russisches Tankschiff den Funkverkehr auf dem NOK gestört, was sich später jedoch nicht bestätigen ließ. Gemäß Oberstleutnant Brinkmann, Chef des Pressestabes Bold Guard, „war der Schiffsverkehr auf dem Kanal gewarnt, die Lotsen informiert und der Sicherheitsaufwand optimal.“ Der Lotse des deutschen Tankers „Ulkas“, der sich in unmittelbarer Nähe der Unglücksstelle im Nord-Ostseekanal aufhielt gab später zu Protokoll, „Drei Meter neben der Bordwand schrie ein Mensch um Hilfe. Doch ehe wir reagieren konnten, war er im Kanal verschwunden“. Weitere fünf britische Hercules-Transportmaschinen wurden mit roten Signalraketen zur Umkehr veranlasst. Sie landeten mit ihren Fallschirmjägern auf dem Fliegerhorst Hohn. Zunächst galten zwei Fallschirmjäger als tödlich verunglückt und vier als vermisst. Beim späteren Bergungsversuch der Leichen aus dem Kanal und den umliegenden Sümpfen des Osterrader Gehölzes wurden lediglich Lastenfallschirme, abgeworfene Jeeps und schweres Kriegsgerät wie z. B. Munitionspaletten aufgefunden.
Später erhöhte sich die Zahl der Todesopfer auf acht Personen. Oberstleutnant Siegfried Mattern, Sicherheitsoffizier des Kommandeurs für die Übergänge des NOK, nahm sich in der gleichen Nacht das Leben. Möglicherweise eine Reaktion auf die verhängnisvolle Luftlandeoperation. Untersuchungen ergaben, dass die Fallschirmjäger mit einer Standardausrüstung, welche Absprunghöhen von mindestens 300 Metern erfordern, für diese Situation falsch ausgestattet waren. Aufgrund der Raketen- und Radartechnik des Gegners, und aus anderen „luftstrategischen Gründen“ wären jedoch weitaus niedrigere Absprunghöhen erforderlich. Dies waren Erfahrungen aus dem Jom-Kippur-Krieg im Oktober 1973, in dem die israelische Luftwaffe unerwartet viele Maschinen durch Boden-Luft-Raketen verloren hatte. Um nicht vom feindlichen Radar erfasst zu werden, müsse nun noch deutlich niedriger geflogen werden. Bei der Luftlandung von Sehestedt öffneten sich die Fallschirme erst nach einer Höhe von 75 Metern. In der Unglücksnacht hätten klare Sichtverhältnisse geherrscht, die Fallschirmjäger hätten den Wasserkörper des Kanals wohl ausmachen können, die Zeit hätte jedoch nicht mehr gereicht, um an das sichere Ufer zu steuern.
Generalleutnant Schwiethal äußerte sich zu dem Unglück, „Das Manöver geht weiter. Der tragische Unfall ist keine Alternative zum Ablauf. Der Fallschirmabsprung in der Nacht birgt Risiken, die hier extrem aufgetreten sind“. „Die tragischen Unglücksfälle waren nach menschlichem Ermessen nicht voraussehbar“, so lautete sein weiteres Urteil. An die damaligen Ereignisse erinnert noch das sogenannte Schottendenkmal in Sehestedt. 40 Jahre nach dem Unglück wurden erneut Vorwürfe gegen die deutschen Behörden erhoben, welche das Unglück allein dem Unvermögen der britischen Armee angelastet hätten.
In der Hohwachter Bucht, im Bereich des Weißenhäuser Strandes, wurden im Höhepunkt der Übung das PzGrenBtl. 182 und eine Kompanie 17 M48A2-Kampfpanzer, 34 Schützenpanzer Marder und sechs M113 Transportpanzern mit Mörsern als Verteidigung gegen eine amphibische Landung eingesetzt. Die Landung der Truppen ORANGE erfolgten bei Schwansen im Raum Damp und gefährdeten damit die Seeverteidigungslinie von BLAU. Die Anlandung am Strandabschnitt wurde vom verstärkten PzGrenBtl 182 und Teilen PzBtl 183 unter Oberstleutnant Seiffert durchgeführt. In diesem Abschnitt trafen Truppen ORANGE auf das Heimatschutzkommando 13 (mit den Jägerregimenter 38 und 39). ORANGE griff die Nahtstelle zwischen zwei Verbänden BLAU an und bedrohte dabei deren Gefechtsstand. Dabei nahmen Panzeraufklärer BLAU die Mörserkompanie ORANGE gefangen. Als Folge davon, musste die Leitung die Übung an dieser Stelle unterbrechen, damit das HschKdo 13 Gelegenheit erhielt, seine Verteidigung neu zu ordnen. Das Panzerartilleriebataillon 185 (PzArtBtl 185) nahm am Leitungs- und Schiedsrichterdienst teil.
Der feindliche Angriffsteil drehte nach Süden mit Stoßrichtung auf Bad Segeberg ein. Ihr Vordringen wurde durch Panzeraufklärer BLAU weitgehend verzögert. Fallschirmjäger BLAU sollten die Offensive am Nord-Ostsee-Kanal aufnehmen, so lange bis die Hauptkräfte von BLAU zur Abwehr bereit waren. Auf der Linie Autobahn A1 Hamburg – Lübeck, vor allem im Bereich Reinfeld, Dieksee Kellersee und Hohwachter Bucht fanden verstärkt Tiefflüge (Kampfflugzeuge auf etwa 500 Fuß, Hubschrauber 200 Fuß) statt.
Zum 50. Jahrestag fand eine Gedenkveranstaltung statt.

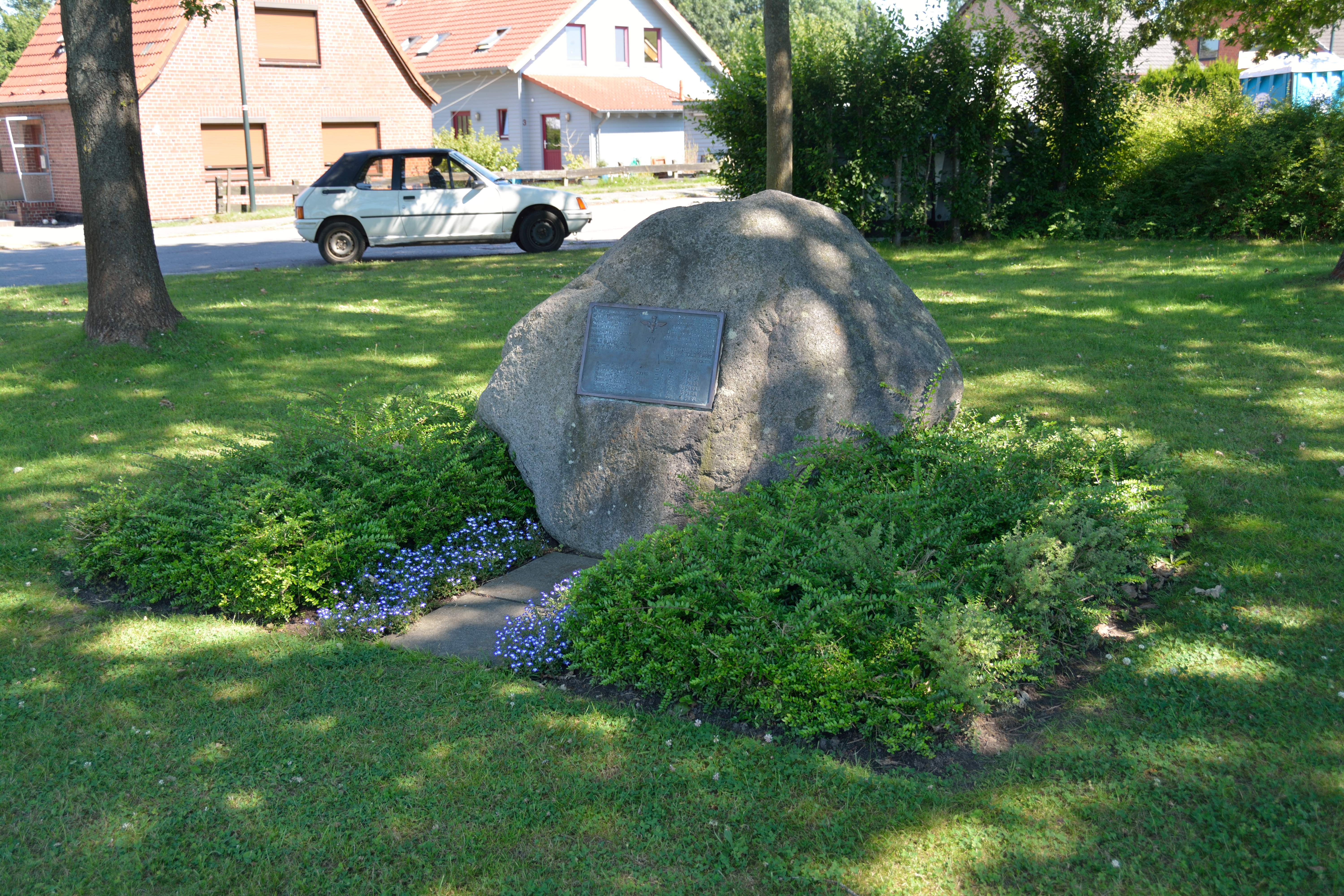
„Schottenstein“ in Sehestedt
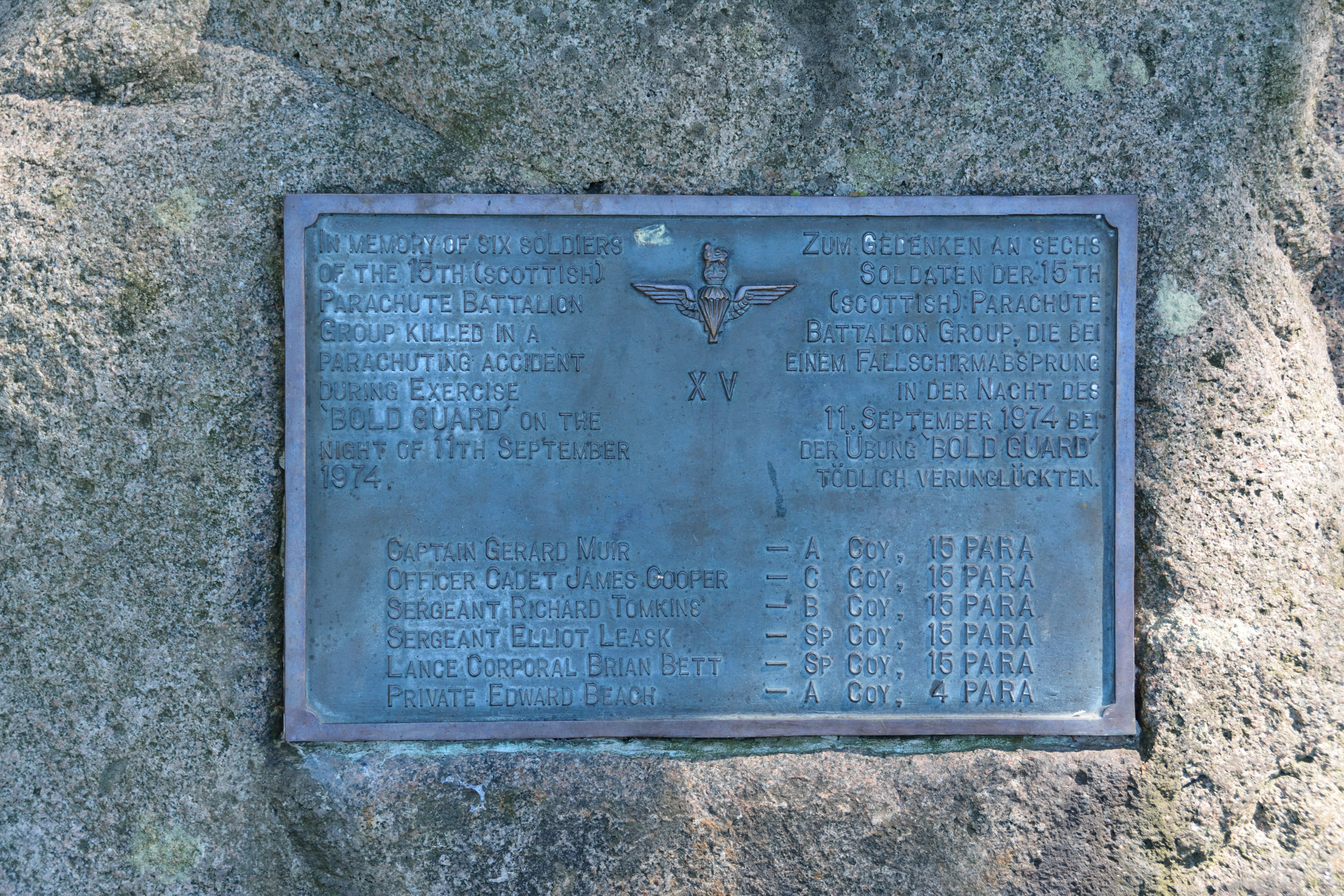
Plakette am Schottenstein

### Fazit
Bold Guard 1974 war die bis zu diesem Zeitpunkt größte Volltruppenübung seit Ende des Zweiten Weltkriegs, wobei allein die Luftwaffe 360 Einsätze flog. Bei Verkehrsunfällen starben neun Menschen, 36 wurden schwer verletzt. Die gesamten Manöverschäden der Übung wurden auf 6,5 Millionen DM beziffert. Allein im Kreis Segeberg wurden Manöverschäden, überwiegend durch Beschädigung von Bundes- und Landstraßen, von fünf Millionen DM verursacht. Die Bilanz der Personenschäden bezifferte sich auf drei Tote, vier Vermisste und 49 Schwerverletzte, daneben eine Reihe von Leichtverletzten. Das britische Verteidigungsministerium verlautbarte in einer Meldung angesichts des Unglücksfalls am Kanal: „Bei einem Absprung britischer Fallschirmspringer im NATO-Manöver ‚Bold Guard‘ starben in Westdeutschland zwei Soldaten, vier werden seit über 24 Stunden vermißt. Die Hoffnung, sie lebend zu finden, ist gering.“ „Die Frage, ob die Fallschirmspringer unbedingt bei Nacht abspringen mußten, entspringt verständlicher Sorge. Doch die Betroffenen waren erfahrene Soldaten, die alle mindestens zehn Nachtabsprünge hinter sich hatten. Erst die Untersuchungen werden ergeben, warum in Osterrade aus einem kalkulierbaren Risiko ein Fiasko wurde.“

## Bold Guard 1978
Bold Guard 78 fand vom 19. bis 22. September 1978 unter der Beteiligung von 65.000 Soldaten, 660 Kampfpanzern, 380 Schützenpanzer Marder, 36 Flugabwehrpanzer Gepard, 800 MTW (Mannschaftstransportwagen) und 215 Artilleriegeschützen statt. In der Luft waren 135 Heereshubschrauber und Starfighter der Bundesmarine im Einsatz. Das Panzerartilleriebataillon 185, welches an der Volltruppenübung, bei der 100 Reservisten eingezogen werden mussten, um auf 100 % Kriegsstärke (VStAN) zu kommen, teilnahm, zeigte in allen Phasen des Gefechts eine große Beweglichkeit und durchgehende Feuerunterstützung für die Kampftruppen. Der Schwerpunkt von Bold Guard ’78 lag unter anderem im Zusammenwirken amphibischer Verbände mit Luftstreitkräften. In der Presseinformationsstelle Neumünster waren von der dänischen Armee erstmals weibliche Unteroffiziere tätig. Aus Norfolk/Virginia wurden mit der USS „Shreveport“ 650 US-Marineinfanteristen über den Atlantik transportiert. Am 21. September 1978 war der Schleswig-Holsteinische Ministerpräsident Gerhard Stoltenberg persönlich bei der Landung ORANGE im Südostseeteil der Ostseeinsel Fehmarn zugegen. Die amphibische Seelandung wurde mit Landungsbooten der Bundeswehr durchgeführt. Den Feuerschutz aus der Luft lieferten Cobra-Kampfhubschrauber. Die US-Marineinfanteristen unter dem Kommando von Brigadegeneral A. M. Gray hatten am 20. September 1978 den Auftrag erhalten, unter Einsatz der luftbeweglichen Korpsreserve, einen Gegenangriff gegen den Brückenkopf von ORANGE in Bataillonsstärke zu führen. Es wurde nach der Devise, „Wer die Inseln hat, hat den Zugang zur Nordsee“, gehandelt. Erst über See herangeführte gepanzerte Verstärkungen der 4. Amphibischen Marine-Brigade konnten den Brückenkopf des Gegners werfen. Bei der Zerschlagung von ORANGE wurden Hubschrauber, Kampfflugzeuge (u. a. Phantom und Intruder) und M60 Kampfpanzer eingesetzt. Auf Interviewfragen für eine mögliche Konfrontation im Ernstfall antwortete Brigadegeneral Gray mit „Wir werden kommen, wir werden vorbereitet sein, und wir werden kämpfen.“ Die Einsatzbereitschaft seiner Truppe kommentierte er mit: „Ich hebe den Telefonhörer ab und sage: los!“ Die dänischen Streitkräfte wurden von Generalleutnant P.O.W. Thorsen kommandiert, welcher eine Verteidigungslinie zwischen Kellinghusen, Kreis Steinburg und der Lübecker Bucht verteidigte. Kräfte BLAU setzten nach Geländeverlusten zu einem Gegenangriff im Raum Reinfeld, Bad Oldesloe, Henstedt-Ulzburg und Kaltenkirchen an. US-Marineinfanteristen führten eine Landung auf der Halbinsel Fehmarn durch. Die entstehenden Flurschäden wurden von 30 Kommissionen untersucht, taxiert und zur Auszahlung angewiesen. Die Schäden beliefen sich auf einen Gesamtschaden von 24 Millionen DM. Es wurden vor allem im Landkreis Segeberg zahlreiche schwere Flurschäden, die durch den schnellen Wechsel der Operationsarten verursacht wurden, festgestellt. Hinzu kamen Sachbeschädigungen, Fehlgeburten bei Rindern durch den Überschallknall von Kampfflugzeugen, ausgebrochenes Vieh, tiefe Fahrspuren durch Kettenfahrzeuge, Fahrzeugschäden durch Kampfpanzer und zerstörte Äcker. Allein für die Gemeinde Seedorf mussten 218.000 DM an Manöverschäden bezahlt werden. Die Schäden wurden damit weitaus größer, als zuvor angenommen. Während der Übung Bold Guard 78 kamen während der Vorbereitungsphase vier Soldaten ums Leben.

## Bold Guard 1982
Bold Guard ’82 war für vom 20. bis 24. September 1982 unter der Beteiligung von 46.000 deutschen, amerikanischen, dänischen, britischen und holländischen Soldaten, 1.400 Ketten- und 8.000 Radfahrzeugen angesetzt. Außerdem 125 Hubschrauber, 250 Kampfflugzeuge und 50 Kriegsschiffe. Den Oberbefehl führten Generalleutnant O. K. Lind (BALTAP) und Generalleutnant G. Asmussen (LANDJUT). Nach jahrelangen Streichungen sowohl im deutschen als auch im dänischen Verteidigungshaushalt, konnten die Jütland-Division als auch die 6. Panzergrenadierdivision nur mit verminderter Truppenstärke antreten. Zur Verstärkung wurden britische und amerikanische Verbände in Schleswig-Holstein und auf den dänischen Inseln Møn, Lolland und Falster angelandet. Zu ihnen gehörten 700 US-amerikanische Marineinfanteristen, die nach dem Geländeeinsatz in der Lettow-Vorbeck-Kaserne in Hamburg-Jenfeld untergebracht waren. Der Auftrag der US-Marines lautete, am Strand von Oksbøl nördlich von Esbjerg zu landen und von dort aus in die Landoperationen einzugreifen.

## Bold Guard 1986
Das NATO-Nord-Manöver Bold Guard 86 lief nach einem neuen Konzept als kombinierte Gefechtsübung mit Volltruppe und Rahmenübung ab und endete planmäßig am 27. September 1986 mit einem Sieg der verteidigenden Truppe BLAU. Parallel zu Bold Guard, fand vom 22. bis 25. September 1986, auf der Ostsee die Marineübung „Northern Wedding“ (Nördliche Hochzeit) statt. Beide gehörten zum Manöververbund „Autumn Forge 86“. Schon im Vorfeld wurden umfangreiche Vorbereitungen gestartet. So wurde von der US-Army mit C141 Liftmaster-Transportmaschinen schweres Pionier- und Radargerät in die Einsatzräume verladen. Neben den aktiven Soldaten wurden von der Bundeswehr noch zusätzlich 1.900 Reservisten eingezogen. Das 1. Btl/Duke of Wellington’s Regiment nahm im Rahmen der United Kingdom Mobile Force (zusammen mit dem 1st Bataillon Royal Hampshire Regiment, Teil der UKMF) am Großmanöver teil und bezog bei Itzehoe Stellung. PzGrenBtl 182 verteidigte seinen Gefechtsabschnitt im Bereich Bad Bramstedt und Wiemersdorf. Nach einem Angriff von ORANGE musste der Verband ausweichen und von eigenen Kräften aufgenommen werden. Danach bezogen die Panzergrenadiere ihren Verfügungsraum nördlich des NOK und führte mit Pionierunterstützung einen Gegenangriff auf das gegenüberliegende Ufer aus. Die Panzerbrigade 18 stand vor der Herausforderung, die Organisation ihres Brigadegefechtsstandes laufend zu verbessern. Hierbei erhielt das Panzerartilleriebataillon den Auftrag, zwei Gefechtsstandteile (Vor- und Rück, Führungszelle mit 1,5t LKW) zu bilden, um das Bataillon im überschlagenden Einsatz führen zu können. Die dänische Jütland-Division wurde von Generalmajor Holger Dencker geführt. Dencker lobte vor allem die Einsatzbereitschaft seiner weiblichen Soldaten im Fernmeldedienst und bei der Artillerie. In den dänischen Einheiten bestanden diese Truppengattungen bis zu 1/3 aus Frauen.
Das Manöver wurde am 22. September 1986 durch eine amphibische Landung von 4.500 Soldaten der United Kingdom/Nederlands Landing Forces (Infanterie, Panzerkräfte und Pioniere) in der Eckernförder Bucht eingeleitet. Zeitgleich begann in Unterfranken und Baden-Württemberg das NATO-Manöver „Frankenschild“. Ziel von Bold Guard 86 war eine Stärkedemonstration gegenüber den Ostblockstaaten, um mit hoher Geschwindigkeit auf ein Kriegsszenario in Deutschland reagieren zu können. Aus Sicht der NATO-Streitkräfte „Ostseezugänge“ (Allied Command Baltic Approaches) und ihrem Kommandanten, dem dänischen Generalleutnant Niels-Aage Rye Andersen, stehe die Kooperation aller am Manöver beteiligten internationalen Verbände und die Abwehrbereitschaft in den ersten Tagen bei einem Angriff des Warschauer Paktes im Vordergrund. Ziel sei es, den Gegner an einem Durchstoß zum Atlantik zu hindern. „Bold Guard“ 86 war das erste computergestützte Militärmanöver der NATO. Um Treibstoff zu sparen und die Umwelt zu schonen, wurden 1.200 Panzer mit der Eisenbahn ins Einsatzgebiet transportiert. Beobachtet wurde das Manövergeschehen von 31 hochrangige Militärs aus 15 Staaten. Aufgrund der Beteiligung von 300 Flugzeugen und Hubschraubern kam es stellenweise zu größeren Lärmbelästigungen für die Landbevölkerung. Als Antwort auf die Offensive der Übungstruppen ORANGE begannen Panzeraufklärer am VRV mit der Verzögerung, während Fallschirmjäger am Nord-Ostsee-Kanal verteidigten. Die Hauptkräfte von BLAU waren in ihren Auflockerungsräumen insoweit alarmiert, so dass sie von Neumünster bis Bad Segeberg in Abwehrstellung gehen konnten. Vereinzelt erzielte ORANGE lokale Einbrüche, die nach Gegenangriffen von BLAU jedoch wieder auf die ursprüngliche Verteidigungslinie zurückgeworfen wurden.
Bei Barmstedt im Kreis Pinneberg kam es zu einem Selbstmord eines Oberleutnants und Kompaniechefs des Panzerbataillons 164 aus Schwarzenbek.
Der Bataillonskommandeur des PzGrenBtl. 161, Oberstleutnant Moderow, sagte in einer Ansprache anlässlich der Übung Bold Guard:

„Liebe Kameraden! Als Kommandeur des Panzergrenadierbataillons 161 freue ich mich, mit Ihnen gemeinsam an der Großübung BOLD GUARD teilnehmen zu können. Diese Übung dokumentiert, dass wir zusammen mit unseren NATO-Verbündeten – hier Amerikaner, Engländer, Dänen und Holländer – willens und fähig sind, Hamburg und Schleswig-Holstein gegen jeden Aggressor zu verteidigen. Tragen Sie – jeder an seinem Platz – durch Ihren Einsatz und Ihre Leistungsbereitschaft mit dazu bei, dass diese Absicht vor Beobachtern aus Nicht-NATO-Staaten klar erkennbar wird und unsere Bevölkerung sieht, dass sie sich auf ihre Bundeswehr und ihre Verbündeten verlassen kann. Sie dienen damit der Erhaltung in Frieden und Freiheit in besonderer Weise. Unser Bataillon hat ja den besonderen Status, dass es nur bei MobÜbungen zusammentritt und dann schnell aufwachsen muss und leistungsfähig sein soll. In dieser Übung »kämpfen« Alarmreservisten, Soldaten aus der Verfügungsbereitschaft und aktives Rahmenpersonal zusammen. Es werden besonders hohe Anforderungen an Kameradschaft, Motivation und Leistungsvermögen gestellt, und ich konnte mit Freude feststellen, dass Sie diesem Anspruch bisher gerecht geworden sind. Packen wir’s weiter gemeinsam an!“

## Kontroversen bei Bold Guard 1990
Aufgrund von Interventionen der Landesregierung von Schleswig-Holstein sollte Bold Guard 1990 (vorgesehen vom 17. September bis 5. Oktober 1990) in einem wesentlich geringeren Rahmen durchgeführt werden als ursprünglich geplant. Verteidigungsminister Stoltenberg erachtete das Manöver als weiterhin bedeutsam, um die Aufnahme von alliierten Verstärkungstruppen durch eine Division der Bundeswehr zu erproben. Der SPD-Ministerpräsident Björn Engholm sprach sich ebenfalls gegen das Manöver „Bold Guard“ aus, da es angesichts der rasanten Entwicklungen im Ostblock nicht mehr zeitgemäß sei. Auch in Dänemark mehrten sich bei den Sozialdemokraten die Stimmung gegen das Herbstmanöver, welches als überflüssig und zu kostspielig erachtete wurde. Im Wehrbereich I mit 96.328 Bundeswehrangehörigen stellte Schleswig-Holstein 83.993 Personen, wobei die strukturschwachen Gebiete von einem geplanten Truppenabbau überdurchschnittlich betroffen seien. Aufgrund der sich verschärfenden Golfkrise wurde auf die Entsendung der geplanten 6.500 US-Marineinfanteristen verzichtet. Das Manöver wurde am Ende abgesagt.